# Attacus sumatranus
Attacus sumatranus är en fjärilsart som beskrevs av Hans Fruhstorfer 1904. Attacus sumatranus ingår i släktet Attacus och familjen påfågelsspinnare. Inga underarter finns listade i Catalogue of Life.